# Zettai Karen Children
Zettai Karen Children (яп. 絶対可憐チルドレン Дзэттай Карэн Тирудорэн, досл. «Восхитительные дети») — манга Такаси Сиины, публиковавшаяся в журнале Shonen Sunday с 2005 по 2021 год. Главы были собраны издательством Shogakukan и выпущены в виде 63 танкобонов. По сюжету произведения также были созданы аниме-сериал, трансляция которого прошла в 2008—2009 годах, и видеоигра.

## Сюжет
В будущем на Земле начинает появляться множество людей, обладающих экстрасенсорными способностями, эсперы. Чтобы использовать их силы во благо родины и для борьбы со злом, японское правительство создаёт организацию B.A.B.E.L. (Base of Backing ESP Laboratory), куда попадают сильнейшие, 7 уровня, эсперы страны — Каору Акаси, Сихо Санномия и Аой Ногами. Однако большой проблемой является то, что все они — десятилетние девочки. В произведении рассказывается о их жизни и приключениях в течение нескольких лет.

## Основные персонажи
Коити Минамото (яп. 皆本 光一 Минамото Ко:ити) — главный мужской персонаж серии. Уровень интеллекта равен 200 пунктам. Является лидером группы «Дети», куда вошли Каору, Аой и Сихо, и следит за тем, чтобы девочки «не увлекались» выполнением заданной работы.
Сэйю: Юити Накамура
Каору Акаси (яп. 明石 薫 Акаси Каору) — эспер 7 уровня с психокинетическими способностями. Часто ведёт себя безрассудно. Не любит одиночество, очень энергичный и весёлый человек. Не любит говорить о своей семье. Её мать — актриса, а сестра — фотомодель. В одной из серий мать сказала Минамото: «Это ребёнок, с которым не поспоришь», имея в виду, что они боятся инцидентов с Каору. Также Каору по предсказанию является Королевой Катастроф, которая спасет эсперов в войне с людьми.
Сэйю: Ая Хирано
Аой Ногами (яп. 野上 葵 Ногами Аой) — эспер 7 уровня со способностью телепортации. В свободное время любит играть в видеоигры. Из-за очков считает себя некрасивой в сравнении с другими. «Мозговой центр» команды, находит выход в сложных ситуациях и частенько помогает другим с домашним заданием.
Сэйю: Рёко Сираиси
Сихо Санномия (яп. 三宮 紫穂 Санномия Сихо) — эспер 7 уровня с психометрическими способностями (может читать мысли других людей). Остра на язык, часто ведёт себя по-взрослому. По виду миленькая леди, а на самом деле очень хитрая особа. Всегда носит с собой пистолет. Иногда помогает в раскрытии полицейских дел, так как её отец — главный полицейский в городе. Дотронувшись до предмета, видит его воспоминания, что облегчает действия команды Чилдрен. Иногда ведёт себя странно.
Сэйю: Харука Томацу

## Аниме
Аниме-адаптация сюжета манги выполнена студией SynergySP; трансляция сериала прошла на телеканале TV Tokyo с 6 апреля 2008 по 29 марта 2009 года; всего была показана 51 серия.
Начальные музыкальные композиции аниме-сериала:
- «Over The Future» (исполняет Karen Girl’s) — 1-26 серии.
- «MY WINGS» (Karen Girl’s) — 27-51 серии.

Завершающие музыкальные композиции аниме-сериала:
- «Zettai love×love Sengen!!» (яп. 絶対love×love宣言!!) (Ая Хирано, Рёко Сирайси, Харука Томацу — (сэйю основных героинь).
- «Datte Daihonmei» (яп. DATTE大本命) (сэйю основных героинь).
- «Break+Your+Destiny» (Юити Накамура, Кисё Танияма, Кодзи Юса — сэйю Минамото, Сакаки, Хёбу).
- «Soushunfu» (яп. 早春賦) (сэйю основных героинь).

## Видеоигра
Видеоигра для Nintendo DS была выпущена в продажу компанией Konami под названием Zettai Karen Children DS: Dai-4 no Children (яп. 絶対可憐チルドレンDS 第4のチルドレン) 4 сентября 2008 года.